# Glacera Bernardo
La glacera Bernardo és una de les més grans glaceres del Camp de Gel Sud. Està situada al nord-est de la glacera Témpanos, dins del Parc Nacional Bernardo O'Higgins. La glacera flueix cap a l'oest en direcció al fiord Bernardo.